# Tuctoria
Tuctoria és un gènere de plantes de la subfamília de les cloridòidies, família de les poàcies. És originari de Califòrnia i Mèxic.

El gènere va ser descrit per John Raymond Reeder i publicat a American Journal of Botany 69(7): 1090. 1982. (30 Agost 1982)
El nom del gènere Tuctoria és l'anagrama de Orcuttia un gènere relacionat de la mateixa família.

## Taxonomia
- Tuctoria fragilis (Swallen) Reeder
- Tuctoria greenei (Vasey) Reeder
- Tuctoria mucronata (Crampton) Reeder